# 魏子雲
魏子雲（1918年5月5日—2005年12月27日），小名清漢，筆名半蠡、華文份、立一、阮娥，安徽宿縣人，《金瓶梅》等俗文學研究者、劇作家、小說家。

## 生平
魏子雲生於1918年5月5日，小名「清漢」，安徽宿縣人。筆名「半蠡」、「華文份」、「立一」、「阮娥」。
幼時私塾唸漢學，受桐城派學風影響，追求義理。小時候就愛好閱讀，看管西瓜田因沉迷看書，西瓜被偷都渾然不覺，與妻子結緣也因圖書館借書而起。私立武昌中华大学中文系肄業，對日戰爭時從軍，曾任《北方日報》副刊編輯，並於上海創辦《中學生》週刊。與蔡瑞月丈夫雷石渝於福建相識，蔡雷結婚時，魏子雲遠從福建寄禮。
來臺退役後任高中國文教員、省立臺北師範專科學校副教授、中國青年作協總幹事、中國青溪新文藝學會常務理事。創辦《青溪月刊》，和尹雪曼等人共創立《文學思潮》。曾獲國軍文藝金像獎、中國語文獎章、中山文藝創作獎。包括散文、小說、文藝論述、戲劇等多種、編有京劇劇本十餘種。其中金瓶梅学的研究著作達十餘種。
雷石渝被逐出境、蔡瑞月入綠島服刑時，魏子雲無懼政治壓力，一直照顧蔡瑞月一家，甚至遠至中國大陸先尋到雷石渝。1994年臺灣表演界發起搶救蔡瑞月舞蹈研究社時，魏子雲在中山北路上朗誦雷石榆為愛妻寫的詩〈假如我是一隻海燕〉。
晚年居住在台北市大安區安和路一棟公寓大廈裡。曾所藏現代文史圖書約一萬餘冊，贈送給育達技術學院，該校並特闢專室收藏。後又捐出《寒山子詩集》、萬曆版之《說文解字》、《劍俠傳》、《山海經》，汲古閣刊本之《壽域詞》、《玄蓋副草》、《楞嚴經圓通疏》 、《西湖志》等等古籍給國家圖書館收藏。2005年12月27日病逝於台北，在臺北市和平東路的臺北靈糧堂舉行追思禮拜。

## 身後
2011年12月，家屬再將魏子雲的《金瓶梅》劄記、數種戲曲劇本、雜記等手稿資料、數十套檔案書信、翰墨數件，照片百來張捐贈給國家圖書館。

## 評價
- 汪其楣：「魏子雲是『智仁勇』的人，在台灣文學、戲劇史上，都不缺席。」[3]
- 葉慶炳：「魏子雲研究金瓶梅用功之勤，著述之豐，不但在國內首屈一指，在國際也是無人可以比擬。」[1]

## 作品
- 《戲談》，1955年3月
- 《搬家》，1956年9月
- 《小說之演讀》，1964年2月
- 《偏愛與偏見》，1965年8月
- 《中外名著品賞》，1965年8月
- 《西洋名著欣賞》，1966年10月
- 《孔雀東南飛及其他》，1966年9月
- 《文藝寫作淺說》，1967年3月
- 《文學名著品賞》，1969年5月
- 《紫陽世第》，1971年5月
- 《高中國文索解》，1974年9月
- 《國文與教學》，1977年4月
- 《短笛橫吹》，1978年1月
- 《井蛙集》，1978年3月
- 《梧鼠集》，1978年5月
- 《藝文與人生》，1978年7月
- 《魏子雲自選集》，1979年8月
- 《寫作與品鑑》，1985年1月
- 《法國椅子中國席》，1985年4月
- 《國劇的舞臺》，1986年1月
- 《詩經吟誦與解說》，1986年12月
- 《魏子雲戲曲集》，1989年1月
- 《中國戲劇史》，1992年3月
- 《看戲與聽戲》，1993年4月
- 《五音六律變宮說》，1993年4月
- 《國劇表演概論》，1994年6月
- 《中國戲劇史》，1994年6月
- 《在這個時代裡──土娃》，1994年8月
- 《一個女人的悲劇──魏子雲短篇小說集》，1995年1月
- 《在這個時代裡──金土》，1995年7月
- 《星色的鴿哨》，1996年5月
- 《教國文》，1996年6月
- 《在這個時代裡──梅蘭》，1996年9月
- 《八大山人之謎》，1998年8月
- 《八大山人是誰》，1999年8月
- 《戲曲藝說》，2002年4月
- 《京劇表演藝術家》，2002年5月
- 《文學．歷史．戲劇》，2003年7月

### 金瓶梅学
- 《金瓶梅探原》，1979年4月
- 《金瓶梅詞話註釋》，1980年12月
- 《金瓶梅編年紀事》，1981年7月
- 《金瓶梅的問世與演變》，1981年8月
- 《金瓶梅審探》，1982年6月
- 《金瓶梅劄記》，1983年12月
- 《金瓶梅原貌探索》，1985年3月
- 《潘金蓮──金瓶梅的娘兒們》，1985年10月
- 《小說金瓶梅》，1987年1月
- 《金瓶梅的幽隱探照》，1988年10月
- 《金瓶梅散論》，1990年7月
- 《吳月娘──金瓶梅的娘兒們》，1991年3月
- 《金瓶梅作者是誰──中國文學史公案試解》，1998年7月
- 《明代金瓶梅史料詮釋》，1992年6月
- 《金瓶梅研究二十年》，1993年10月
- 《深耕《金瓶梅》逾三十年》，2003年12月